# Españolaspotlijster
De españolaspotlijster (Mimus macdonaldi synoniem: Nesomimus macdonaldi) is een vogelsoort uit de familie mimidae. Het is een kwetsbare endemische vogelsoort die voorkomt op Española, een eiland van de Galapagoseilanden.

## Kenmerken
De vogel is 28 cm lang. Het is een van boven grijsbruin gekleurde zangvogel met een grijswitte buik en borst met een niet zo duidelijke donkere band over de borst. De staart is donker en loopt trapvormig af. De ogen zijn geel, met rond het oog een donkere vlek.

## Verspreiding en leefgebied
De españolaspotlijster komt alleen voor op een enkele hectares groot eilandje, Gardner-by-Española, minder dan een kilometer verwijderd van Española. Het leefgebied bestaat uit droog loofbos. Het is een alleseter die zich vooral voedt met aas en de eieren van zeevogels.

## Status
De españolaspotlijster heeft een zeer klein verspreidingsgebied en daardoor is de kans op uitsterven aanwezig. De grootte van de populatie werd in 2012 door BirdLife International geschat op 600 tot 1700 volwassen exemplaren en de populatie-aantallen ondergaan voortdurend grote fluctuaties. Om deze redenen staat deze soort als kwetsbaar op de Rode Lijst van de IUCN.